# Синдром Морганьї — Адамса — Стокса
Синдро́м Морга́ньї-А́дамса-Сто́кса  (МЕС , в деякій україномовній літературі) — раптова тимчасова втрата свідомості, що виникає через несподіване зменшення серцевого викиду. При цьому можуть відбуватися судоми. Причинами розвитку синдрому можуть бути: повна атріовентрикулярна блокада, асистолія, шлуночкова тахікардія, тахіформа фібриляції чи тріпотіння передсердь.

## Епонім
Назва походить від прізвищ італійського дослідника, анатома Джованні Баттіста Морганьї (італ. Giovanni Battista Morgagni; 1682—1771 роки) та ірландських лікарів Роберта Адамса (англ. Robert Adams; 1791—1875 роки), Вільяма Стокса (англ. William Stokes; 1804—1878 роки).